# Dalbegovci
Dalbegovci (makedonska: Далбеговци) är en ort i Nordmakedonien. Den ligger i kommunen Novaci, i den södra delen av landet, 100 kilometer söder om huvudstaden Skopje. Dalbegovci ligger 584 meter över havet och antalet invånare är 410.